# Joseph Gao Hong-xiao
Joseph Gao Hong-xiao OFM (chinesisch 高宏效, * 1945; † 19. Dezember 2022 in Meixian, Shaanxi) war ein chinesischer Ordensgeistlicher und römisch-katholischer Erzbischof von Kaifeng, Volksrepublik China.

## Leben
Joseph Gao Hong-xiao trat der Ordensgemeinschaft der Franziskaner bei, empfing 1989 die Priesterweihe und diente im Bistum Fengxiang in der Provinz Shaanxi.
2004 wurde er im Geheimen zum Koadjutorbischof von Kaifeng ernannt. Der Untergrundbischof von Kaifeng, John Baptist Liang Xi-sheng, spendete ihm am 1. Januar 2005 die Bischofsweihe. Zuvor war am 27. Oktober 2000 ein anderer Priester, Antonius Zong Changfeng, in Zhouzhi (ebenfalls in Shaanxi), zum Koadjutorbischof geweiht worden, aber als die Behörden ihn ablehnten, zog er nicht nach Kaifeng und arbeitete weiter als Priester in Zhouzhi. Da er zur Untergrundkirche gehörte, musste er auch regelmäßig im Verborgenen bleiben. Außerdem musste auch Bischof Gao versteckt bleiben.
Am 23. September 2007 starb Kaifengs Untergrundbischof John Baptist Liang Xi-sheng im Alter von 84 Jahren und damit wurde Bischof Gao automatisch dessen Nachfolger.